# Sam Wills
 (août 2019).
 (août 2019).
Si vous disposez d'ouvrages ou d'articles de référence ou si vous connaissez des sites web de qualité traitant du thème abordé ici, merci de compléter l'article en donnant les références utiles à sa vérifiabilité et en les liant à la section « Notes et références ».
Pour les articles homonymes, voir Wills.
Sam Wills (né le 28 août 1978) est un humoriste néo-zélandais résidant à Las Vegas, aux États-Unis. Spécialiste du mime, il joue sous le nom de « The Boy With Tape On His Face (« Le Garçon avec du ruban adhésif sur son visage ») » et plus récemment, en tant que « Tape Face ».
Il est également la moitié du duo Spitroast et joue parfois sous son véritable patronyme, Sam Wills.
Il a participé au New Zealand International Comedy Festival, au World Buskers Festival et a été finaliste lors de la 11e saison de America's Got Talent.
Il a également fait partie des sélectionnés des premières saisons de America's Got Talent: The Champions (en) puis de Britain's Got Talent: The Champions (en).

## Compétition
- 2005 : New Zealand International Comedy Festival : Récompensé du Billy T Award[1]
- 2011 : Chortle Awards : Récompensé comme Breakthrough act[2]
- 2014 : Melbourne International Comedy Festival : Nommé pour le Barry Award[3]
- 2016 : America's Got Talent : Finaliste
- 2019 : America's Got Talent: The Champions : Sélectionné
- 2019 : Britain's Got Talent: The Champions : Sélectionné
- 2020 : La France a un Incroyable Talent : La Bataille du Jury : Sélectionné